# Никлас Андерсен
Никлас Андерсен (швед. Niclas Andersén; рођен 28. априла 1988. у Грумсу, Шведска) професионални је шведски хокејаш на леду који игра на позицији одбрамбеног играча.
Тренутно наступа у редовима шведског Бринеса из Јевлеа у СХЛ лиги. Са истим тимом је у сезони 2011/12. освојио титулу националног првака Шведске.
На драфту НХЛ лиге 2006. одабран је као 114. пик у 4. рунди од стране екипе Лос Анђелес Кингса, међутим никада није заиграо у најјачој хокејашкој лиги на свету. У Шведској је наступао још у дресу екипе Лександа, тима у којем је и започео професионалну играчку каријеру 2006. године. У сезонама 2012/13. и 2013/14. играо је за руски Северстал из Череповеца у Континенталној хокејашкој лиги. 
У дресу саниорске репрезентације Шведске освојио је бронзану медаљу на Светском првенству 2014. у Минску. Пре тога освојио је бронзану медаљу на светском првенству за играче до 18 година 2005, односно сребро на првенству за играче до 20 година 2008. године. 
Његов млађи брат Хенрик такође је професионални хокејаш.